# Lepidium
Lepidium es un género comúnmente conocido como mastuerzo o hierba de la pimienta. Está incluido en la familia de las crucíferas o Brassicaceae. Aquí se incluyen unas 153 especies aceptadas (de 510 descritas) distribuidas a lo largo de todo el mundo.

## Descripción
Son plantas herbáceas anuales a  perennes, a veces leñosas , a menudo mucho ramificadas, glabras o peludas con pelos generalmente simples. Hojas generalmente lineales o elípticas, enteras, dentadas o pinnatifidas. Las inflorescencias en racimos corimbosos, ebracteados, a menudo densos. Flores pequeñas, blancas, rara vez amarillentas o rosadas, pediceladas. Sépalos 4, corto, casi iguales, oblongo, obtuso, glabras, a menudo verde con margen blanco. Pétalos 4, pequeña, lineal a espatuladas, a veces más corto que los sépalos, rara vez ausentes o rudimentarios. Los frutos son silicuas, obovadas, orbiculares o ampliamente elípticas, ápice con frecuencia ± muescas, aplanados lateralmente, dehiscente (raramente subdehiscente), bilocular; válvas normalmente fuertemente carenadas, a menudo alado ligeramente hacia el ápice; septum estrechamente elíptico, membranosa, no veteada; semillas generalmente una en cada lóculo, ± ovadas (a menudo oblicua), de color marrón.

## Taxonomía

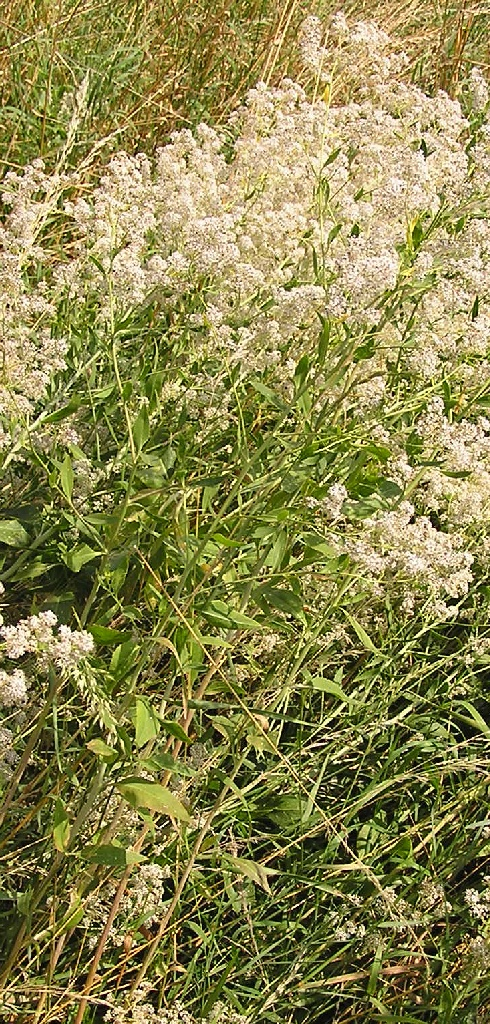
Hierba del pimiento (Lepidium latifolium)

El género fue descrito por Carlos Linneo y publicado en Species Plantarum 2: 643. 1753. La especie tipo es: Lepidium latifolium
Etimología
Lepidium: nombre genérico que deriva del griego, y significa "pequeña escama", en referencia al tamaño y forma de los frutos (silicuas).

## Especies seleccionadas
| - Lepidium africanum - Lepidium alyssoides - Lepidium arbuscula - Lepidium austrinum - Lepidium barnebyanum - Lepidium bidentatum - Lepidium bonariense - Lepidium campestre - Lepidium cartilagineum - Lepidium coronopus (L.) Al-Shehbaz - mastuerzo verrugoso - Lepidium crenatum - Lepidium davisii - Lepidium densiflorum - Lepidium dictyotum - Lepidium didymum L. - mastuerzo verrugoso - Lepidium ecuadoriense - Lepidium flavum - Lepidium fremontii - Lepidium graminifolium - mastuerzo fino, mastuerzo silvestre menor, mastuerzo menor - Lepidium heterophyllum - Lepidium huberi - Lepidium hyssopifolium - Lepidium integrifolium - Lepidium jaredii - Lepidium lasiocarpum - Lepidium latifolium - Lepidium latipes - Lepidium meyenii (Maca) - Lepidium montanum - Lepidium nanum - Lepidium nitidum - Lepidium oblongum - Lepidium ostleri - Lepidium oxycarpum - Lepidium papilliferum - Lepidium paysonii - Lepidium perfoliatum - Lepidium peruvianum (Maca) - Lepidium pinnatifidum - Lepidium pinnatisectum - Lepidium pseudodydima - Lepidium ramosissimum - Lepidium ruderale -- Lepidio de hoja estrecha - Lepidium sativum - Lepidium schinzii - Lepidium serra - Lepidium sordidum - Lepidium strictum - Lepidium subulatum L. -- Tomillo falso churro - Lepidium thurberi -- Hierba de la pimienta de Thurber - Lepidium virginicum |